# Buccinum nodocostum
Buccinum nodocostum is een slakkensoort uit de familie van de Buccinidae. De wetenschappelijke naam van de soort is voor het eerst geldig gepubliceerd in 1984 door Tiba.